# Strophomenia scandens
Strophomenia scandens is een Solenogastressoort uit de familie van de Strophomeniidae. De wetenschappelijke naam van de soort is voor het eerst geldig gepubliceerd in 1905 door Heath.